# Список объектов всемирного наследия ЮНЕСКО в Камбодже
В спи́ске объе́ктов всеми́рного насле́дия ЮНЕСКО в Камбо́дже значатся 4 наименования (на 2023 год), это составляет 0,2 % от общего числа (1248 на 2025 год).
Все объекты включены в список по культурным критериям, два из них признаны шедеврами человеческого созидательного гения (критерий i).
Кроме этого, по состоянию на 2023 год, 7 объектов на территории государства находятся в числе кандидатов на включение в список всемирного наследия, все — по культурным критериям.
Камбоджа ратифицировала Конвенцию об охране всемирного культурного и природного наследия 28 ноября 1991 года. Первый объект на территории Камбоджи был занесён в список в 1992 году на 16-й сессии Комитета всемирного наследия ЮНЕСКО.

## Список
Объекты расположены в порядке их добавления в список всемирного наследия. Если объекты добавлены одновременно, то есть на одной сессии Комитета всемирного наследия ЮНЕСКО, то объекты располагаются по номерам.
| # | Изображение | Название                                                                                      | Местоположение        | Время создания       | Год внесения в список | №    | Критерии       |
| - | ----------- | --------------------------------------------------------------------------------------------- | --------------------- | -------------------- | --------------------- | ---- | -------------- |
| 1 |             | Ангкор                                                                                        | Провинция Сиемреап    | IX—XV века           | 1992                  | 668  | i, ii, iii, iv |
| 2 |             | Храм Прэахвихеа                                                                               | Провинция Прэахвихеа  | 1-я половина XI века | 2008                  | 1224 | i              |
| 3 |             | Храмовый комплекс Самбор-Прей-Кук, археологический объект, раскопки древнего города Ишанапура | Провинция Кампонгтхом | VII век              | 2017                  | 1532 | ii, iii, iv    |
| 4 |             | Археологический комплекс Кахкае                                                               | Провинция Прэахвихеа  | X век                | 2023                  | 1667 | ii, iv         |

## Предварительный список
В таблице объекты расположены в порядке их добавления в предварительный список. В данном списке указаны объекты, предложенные правительством Камбоджи в качестве кандидатов на занесение в список всемирного наследия.
| # | Изображение | Название                                                                | Местоположение                                            | Время создания        | Год внесения в список | №    | Критерии    |
| - | ----------- | ----------------------------------------------------------------------- | --------------------------------------------------------- | --------------------- | --------------------- | ---- | ----------- |
| 1 |             | Пномкулен                                                               | Провинция Сиемреап                                        |                       | 2020                  | 6460 | ii, iv, v   |
| 2 |             | Ангкорборей и Пномда                                                    | Провинция Такео                                           | Около 400 г. до н. э. | 2020                  | 6455 | i, ii, iv   |
| 3 |             | Удонг                                                                   | Провинция Кампонгспы                                      | XVII век              | 2020                  | 6459 | ii, iv      |
| 4 |             | Храм Бэнгмеалеа                                                         | Провинция Сиемреап                                        | XII век               | 2020                  | 6457 | ii, iv      |
| 5 |             | Археологический комплекс Прэахкхан                                      | Провинция Прэахвихеа                                      | XI век                | 2020                  | 6462 | ii          |
| 6 |             | Храм Бантеайчма                                                         | Провинция Бантеаймеантьей                                 | XII век               | 2020                  | 6456 | ii, iii, iv |
| 7 |             | Бывшая тюрьма M-13, музей геноцида Туольсленг, центр геноцида Тьэнгъаек | Автономный муниципалитет Пномпень, провинция Кампонгчнанг |                       | 2020                  | 6461 | iii, iv, vi |